# Grégory Wimbée
Grégory Wimbée est un footballeur français né le 19 août 1971 à Essey-lès-Nancy. Originaire de Dombasle-sur-Meurthe, il évolue au poste de gardien de but.

## Biographie
Il commence sa carrière de jeune joueur au FC Sommerviller. Formé à l’INF Clairefontaine, il rejoint le centre de formation de l’AS Nancy-Lorraine en 1987. En 1988, il fait partie de l'équipe de France juniors B1 aux côtés de Christophe Dugarry et des Nantais Reynald Pedros, Stéphane Ziani et Nicolas Ouédec. Il est prêté à Charleville en 1993 et 1994, et retrouve l’ASNL en 1994. Il est l’un des principaux artisans de la remontée des Lorrains en D1. En effet l'ASNL est sacrée meilleure défense de D2, en 1996, avec 23 buts encaissés en 42 rencontres.
Lors de la remontée du LOSC en Ligue 1, Vahid Halilhodžić lui préfère Teddy Richert, nouveau gardien prêté par Bordeaux. Pourtant, la grave blessure de Teddy Richert lors de la première journée de championnat 2000-2001, permet à Wimbée de retrouver les buts du LOSC en tant que titulaire, d'abord provisoirement puis de manière définitive en vertu de ses bons résultats.
Il est considéré comme le premier gardien de but à avoir inscrit un but sur une action de jeu dans le championnat de France de première division, en novembre 1996, lors du match ASNL-RC Lens. Le gardien Jean-Claude Hernandez en 1962, avait lui aussi marqué un but, mais il terminait le match exceptionnellement au poste d'attaquant après une blessure au bras. En septembre 2012 le gardien Ali Ahamada le rejoint dans ce club très fermé des gardiens-buteurs.
En fin de saison 2007-2008 son club Grenoble Foot, après avoir pourtant été longtemps distancé, remonte en première division après 45 ans.
En août 2009, libre de tout contrat, et à la suite de la grave blessure du gardien titulaire Nicolas Penneteau, il signe pour une année à Valenciennes FC. En juin 2010, une prolongation de contrat pour un an lui est proposé par le Valenciennes FC, ce qu'il accepte. Il prend finalement sa retraite au terme de la saison suivante, en juin 2011.
Aujourd'hui, en 2014, il est le gérant d'un complexe Five à Lille. il fait également partie du staff de la réserve du LOSC qui évolue en National 2.
En juin 2021, il est diplômé du certificat d'entraîneur gardien de but niveau 2 (CEGB), délivré par la FFF.

## Carrière
| Saison                | Club                     | Championnat           | Championnat | Championnat | Coupe nationale | Coupe nationale | Coupe de la Ligue | Coupe de la Ligue | Compétition(s) continentale(s) | Compétition(s) continentale(s) | Compétition(s) continentale(s) | Total | Total |
| Saison                | Club                     | Division              | M.          | B.          | M.              | B.              | M.                | B.                | Comp.                          | M.                             | B.                             | M.    | B.    |
| 1992-1993             | OFC Charleville-Mézières | 2                     | 33          | 0           | 0               | 0               | 0                 | 0                 | -                              | -                              | -                              | 33    | 0     |
| 1993-1994             | OFC Charleville-Mézières | 2                     | 42          | 0           | 3               | 0               | 0                 | 0                 | -                              | -                              | -                              | 45    | 0     |
| Sous-total            | Sous-total               | Sous-total            | 75          | 0           | 3               | 0               | 0                 | 0                 | -                              | -                              | -                              | 78    | 0     |
| 1994-1995             | AS Nancy-Lorraine        | 2                     | 42          | 0           | 4               | 0               | 0                 | 0                 | -                              | -                              | -                              | 46    | 0     |
| 1995-1996             | AS Nancy-Lorraine        | 2                     | 40          | 0           | 2               | 0               | 2                 | 0                 | -                              | -                              | -                              | 44    | 0     |
| 1996-1997             | AS Nancy-Lorraine        | 1                     | 36          | 1           | 1               | 0               | 0                 | 0                 | -                              | -                              | -                              | 37    | 1     |
| Sous-total            | Sous-total               | Sous-total            | 118         | 1           | 7               | 0               | 2                 | 0                 | -                              | -                              | -                              | 127   | 1     |
| 1997-1998             | AS Cannes                | 1                     | 11          | 0           | 3               | 0               | 2                 | 0                 | -                              | -                              | -                              | 16    | 0     |
| Sous-total            | Sous-total               | Sous-total            | 11          | 0           | 3               | 0               | 2                 | 0                 | -                              | -                              | -                              | 16    | 0     |
| 1998-1999             | Lille OSC                | 2                     | 31          | 0           | 3               | 1               | 0                 | 0                 | -                              | -                              | -                              | 34    | 1     |
| 1999-2000             | Lille OSC                | 2                     | 35          | 0           | 1               | 0               | 0                 | 0                 | -                              | -                              | -                              | 36    | 0     |
| 2000-2001             | Lille OSC                | 1                     | 32          | 0           | 1               | 0               | 1                 | 0                 | -                              | -                              | -                              | 34    | 0     |
| 2001-2002             | Lille OSC                | 1                     | 31          | 0           | 0               | 0               | 0                 | 0                 | C1+C3                          | 8+4                            | 0+0                            | 43    | 0     |
| 2002-2003             | Lille OSC                | 1                     | 32          | 0           | 1               | 0               | 3                 | 0                 | CI                             | 6                              | 0                              | 42    | 0     |
| 2003-2004             | Lille OSC                | 1                     | 35          | 0           | 1               | 0               | 0                 | 0                 | -                              | -                              | -                              | 36    | 0     |
| Sous-total            | Sous-total               | Sous-total            | 196         | 0           | 7               | 0               | 4                 | 0                 | -                              | 18                             | 0                              | 225   | 0     |
| 2004-2005             | FC Metz                  | 1                     | 37          | 0           | 2               | 0               | 1                 | 0                 | -                              | -                              | -                              | 40    | 0     |
| 2005-2006             | FC Metz                  | 1                     | 30          | 0           | 2               | 0               | 0                 | 0                 | -                              | -                              | -                              | 32    | 0     |
| Sous-total            | Sous-total               | Sous-total            | 67          | 0           | 4               | 0               | 1                 | 0                 | -                              | -                              | -                              | 72    | 0     |
| 2006-2007             | Grenoble Foot 38         | 2                     | 38          | 0           | 3               | 0               | 1                 | 0                 | -                              | -                              | -                              | 42    | 0     |
| 2007-2008             | Grenoble Foot 38         | 2                     | 36          | 0           | 0               | 0               | 1                 | 0                 | -                              | -                              | -                              | 37    | 0     |
| 2008-2009             | Grenoble Foot 38         | 1                     | 37          | 0           | 0               | 0               | 0                 | 0                 | -                              | -                              | -                              | 37    | 0     |
| Sous-total            | Sous-total               | Sous-total            | 111         | 0           | 3               | 0               | 2                 | 0                 | -                              | -                              | -                              | 116   | 0     |
| 2009-2010             | Valenciennes FC          | 1                     | 1           | 0           | 0               | 0               | 0                 | 0                 | -                              | -                              | -                              | 1     | 0     |
| Sous-total            | Sous-total               | Sous-total            | 1           | 0           | 0               | 0               | 0                 | 0                 | -                              | -                              | -                              | 1     | 0     |
| Total sur la carrière | Total sur la carrière    | Total sur la carrière | 579         | 1           | 26              | 0               | 11                | 0                 | -                              | 18                             | 0                              | 634   | 1     |

## Palmarès

### En club
- Champion de France de Division 2 en 2000 avec le Lille OSC
- Finaliste de la Coupe Intertoto en 2002 avec le Lille OSC
- Finaliste de la Coupe nationale cadets en 1987 avec la Ligue de Lorraine

### En sélection
- International juniors et 4 sélections en espoirs
- Médaillé de bronze aux Jeux méditerranéens en 1993

### Statistiques
- 282 matchs et 1 but en Division 1/Ligue 1
- 297 matchs en Division 2/Ligue 2